# Ib Frederiksen
Ib Frederiksen es un deportista danés que compitió en bádminton, en la prueba individual. Ganó una medalla de plata en el Campeonato Europeo de Bádminton de 1986, en la prueba individual.

## Palmarés internacional
| Campeonato Europeo | Campeonato Europeo | Campeonato Europeo | Campeonato Europeo |
| Año                | Lugar              | Medalla            | Prueba             |
| ------------------ | ------------------ | ------------------ | ------------------ |
| 1986               | Uppsala (Suecia)   | Medalla de plata   | Individual         |